# Dicranoglossum subnudum
Dicranoglossum subnudum là một loài thực vật có mạch trong họ Polypodiaceae. Loài này được (C. Chr.) Stolze miêu tả khoa học đầu tiên năm 1993.